# Empicoris subparallelus
Empicoris subparallelus är en insektsart som beskrevs av Mcatee och Malloch 1925. Empicoris subparallelus ingår i släktet Empicoris och familjen rovskinnbaggar. Inga underarter finns listade i Catalogue of Life.